# パオロ・マリア・ノチェラ
パオロ・マリア・ノチェラ（Paolo Maria Nocera、1985年7月25日 - ）は、イタリアの元レーシングドライバー。ローマ出身。

## キャリア

### フォーミュラ・ルノー
ノチェラは2003年にイタリア・フォーミュラ・ルノー選手権でキャリアを始めた。また、ユーロカップ・フォーミュラルノー2.0の1レースに参加した。 2004年はイタリアシリーズに残ったが、今年と前年の両方でドライバーズチャンピオンシップで20位に終わった。

### フォーミュラ3
2004年にイタリア・フォーミュラ3選手権に参加。このフォーミュラでルシディ・モーターズチームにとどまり、最初の年に13位で終え、2005年には3位に躍進した。 2006年にフォーミュラ3・ユーロシリーズへの進出を模索したが、シートを得ることはできなかった。ノチェラは2007年にイタリアに戻り、3回目の試みでF3でタイトルを獲得した。

### フォーミュラ3000
2006年、ノチェラはフォーミュラワンドライバーのジャンカルロ・フィジケラのチームからユーロ3000選手権に参加した。ドライバーズ13位となっている。

### GP2シリーズ
ノチェラはBCNコンペティションから2008年GP2シリーズに参戦した。しかし、1ラウンド後に、アドリアン・バレスに交代させられた。しかし、そのバレスも、アダム・キャロルに交代させられている。 

### フォーミュラルノー3.5シリーズ
2008年8月25日、予算の問題に直面したイギリスのドライバー、ダンカン・タピーに代わっフォーミュラ・ルノー3.5シリーズのRCモータースポーツに署名したことが発表された。 2ラウンドの後、タッピーはシートに戻り、ノチェラはそれ以来レース活動を行っていない。

## レース記録

### フォーミュラ・ルノー3.5シリーズ
| 年   | チーム        | 1     | 2     | 3     | 4     | 5     | 6     | 7     | 8     | 9     | 10        | 11       | 12        | 13       | 14    | 15    | 16    | 17    | 順位 | ポイント |
| ---- | ------------- | ----- | ----- | ----- | ----- | ----- | ----- | ----- | ----- | ----- | --------- | -------- | --------- | -------- | ----- | ----- | ----- | ----- | ---- | -------- |
| 2008 | RC Motorsport | MNZ 1 | MNZ 2 | SPA 1 | SPA 2 | MON 1 | SIL 1 | SIL 2 | HUN 1 | HUN 2 | NÜR 1 Ret | NÜR 2 14 | LMS 1 Ret | LMS 2 21 | EST 1 | EST 2 | CAT 1 | CAT 2 | 32位 | 0        |